# Новая Украинка (Ровненская область)
Новая Украинка (укр. Нова Українка) — село в Александрийской сельской общине Ровненского района Ровненской области Украины.
Население по переписи 2001 года составляло 788 человек. Почтовый индекс — 35323. Телефонный код — 362. Код КОАТУУ — 5624687001.